# George Tryon (1er baron Tryon)
George Clement Tryon, 1er baron Tryon, (15 mai 1871 - 24 novembre 1940, Little Court, Sunningdale) est un homme politique conservateur britannique qui occupe plusieurs postes ministériels pendant l'entre-deux-guerres.

## Biographie
George Clement Tryon est fils du vice-amiral George Tryon et Clementina Heathcote, fille de Gilbert Heathcote (1er baron Aveland). Diplômé du Collège d'Eton et du Royal Military College de Sandhurst, Tryon s'est joint aux Grenadier Guards en 1890, servant pendant seize ans avant de prendre sa retraite comme major.
Il est élu député de Brighton en 1910, siégeant jusqu'en 1940. Il devient Sous-secrétaire d'État de l'air en 1919 et secrétaire parlementaire du ministère des Pensions en 1920 et en 1922, il est conseiller privé. Il est ministre des Pensions lui-même de 1922 à 1924, 1924 à 1929 et 1931 à 1935 et est ensuite nommé maître de poste en 1935, jusqu'en 1940. Il est l'un de ceux qui devaient apparaître le premier jour des émissions de télévision de la BBC, le 2 novembre 1936.
En avril 1940, Tryon est élevé à la Pairie en tant que baron Tryon, de Durnford dans le comté de Wilts et devient Chancelier du duché de Lancastre et premier commissaire des travaux. Cependant, il est remplacé comme chancelier (par Maurice Hankey) lorsque Winston Churchill devient premier ministre en mai, tout en conservant le premier poste de commissaire. Il renonce à ce poste en octobre suivant, quelques semaines avant sa mort, à l'âge de 69 ans.
Il épouse Averil Vivian, fille du colonel Henry Vivian (1er baron Swansea). Ils ont deux enfants, dont Charles Tryon (2e baron Tryon).